# Campiglossa messalina
Campiglossa messalina är en tvåvingeart som först beskrevs av Erich Martin Hering 1937.  Campiglossa messalina ingår i släktet Campiglossa och familjen borrflugor. Inga underarter finns listade.